# Witalij Kutuzau
Witalij Kutuzau (biał. Віталій Кутузаў, ros. Виталий Кутузов, Witalij Kutuzow; ur. 20 marca 1980 w Pińsku) – białoruski piłkarz, grający na pozycji napastnika, reprezentant Białorusi. Karierę piłkarską zakończył we włoskim klubie AS Bari.

## Kariera klubowa
Kutuzau rozpoczynał swoją karierę piłkarską na Białorusi. Jego ostatnim pierwszoligowym klubem w tym kraju było BATE Borysów. W 2001 został kupiony przez A.C. Milan, co miało być początkiem wspaniałej kariery. Kutuzau nie znalazł jednak miejsca w podstawowym składzie, zagrał tylko 2 mecze i w sezonie 2002/2003 grał na wypożyczeniu w portugalskim klubie Sporting CP, w którym wystąpił 24 razy i zdobył 3 gole, grał również w Pucharze UEFA. W sezonie 2003/2004 został wypożyczony do zespołu Serie B US Avellino. Tam stał się jednym z najważniejszych graczy klubu i ulubieńcem publiczności. Rozegrał tam 43 mecze i zdobył 15 goli, jednak pomimo jego wysiłków zespół spadł do Serie C1. Po pełnym sukcesów sezonie w Serie B został dostrzeżony przez klub UC Sampdoria, który odkupił od Milanu połowę praw do zawodnika w 2004 roku. Kutuzau podpisał kontrakt do 2008 roku. W sezonie 2004/2005 zagrał 32 razy i zdobył 4 gole dla Sampdorii. W sezonie 2005/2006 również występował w barwach klubu z Genui, który zajął 14. miejsce w Serie A. Zagrał w Serie A 29 razy i zdobył 3 bramki. Latem 2007 trafił na wypożyczenie do Pisa Calcio, a latem 2008 roku powrócił do Parmy. W 2009 został graczem AS Bari.

## Kariera reprezentacyjna
Kutuzau był podstawowym zawodnikiem reprezentacji Białorusi, w której zadebiutował w 2002 roku, grając do 2011 roku.